# Брандур Халгірссон
Брандур Халгірссон (фар. Brandur Halgirsson; 30 липня 1999) — фарерський гандболіст. Виступає за гандбольний клуб H71 та національну збірну Фарерських островів.